# Răchita, Caraș-Severin
Răchita este un sat în comuna Șopotu Nou din județul Caraș-Severin, Banat, România.